# Division 1 (Bélgica) 1960-61
La Primera División de Bélgica 1960/61 fue la 58.ª temporada de la máxima competición futbolística en Bélgica.

## Tabla de posiciones
| Pos | Equipo                         | PJ | PG | PE | PP | GF | GC | Pts | DG  | Notas                                                |
| --- | ------------------------------ | -- | -- | -- | -- | -- | -- | --- | --- | ---------------------------------------------------- |
| 1   | Standard Club Liégeois         | 30 | 18 | 9  | 3  | 67 | 25 | 45  | +42 | Clasificado a la Copa de Campeones de Europa 1961-62 |
| 2   | RFC Liégeois                   | 30 | 15 | 11 | 4  | 50 | 25 | 41  | +25 |                                                      |
| 3   | RSC Anderlechtois              | 30 | 15 | 7  | 8  | 56 | 28 | 37  | +28 |                                                      |
| 4   | Beerschot                      | 30 | 13 | 7  | 10 | 47 | 38 | 33  | +9  |                                                      |
| 5   | Daring Club Bruxelles          | 30 | 13 | 7  | 10 | 42 | 44 | 33  | -2  |                                                      |
| 6   | K Waterschei SV Thor Genk      | 30 | 13 | 6  | 11 | 49 | 39 | 32  | +10 |                                                      |
| 7   | K. Sint-Truidense V.V.         | 30 | 12 | 7  | 11 | 32 | 33 | 31  | -1  |                                                      |
| 8   | RFC Brugeois                   | 30 | 9  | 11 | 10 | 45 | 50 | 29  | -5  |                                                      |
| 9   | Royal Antwerp FC               | 30 | 11 | 7  | 12 | 46 | 46 | 29  | 0   |                                                      |
| 10  | Eendracht Aalst                | 30 | 9  | 10 | 11 | 47 | 63 | 28  | -26 |                                                      |
| 11  | La Gantoise                    | 30 | 10 | 8  | 12 | 49 | 43 | 28  | +6  |                                                      |
| 12  | Lierse S.K.                    | 30 | 10 | 8  | 12 | 45 | 58 | 28  | -13 |                                                      |
| 13  | R.O.C. de Charleroi-Marchienne | 30 | 6  | 14 | 10 | 27 | 42 | 26  | -15 |                                                      |
| 14  | Royale Union Saint-Gilloise    | 30 | 10 | 3  | 17 | 41 | 57 | 23  | -16 | Clasificado a la Copa de Ferias 1961-62              |
| 15  | R.C.S. Verviétois              | 30 | 5  | 9  | 16 | 27 | 51 | 19  | -24 | Descenso a la Division II                            |
| 16  | Patro Eisden                   | 30 | 6  | 6  | 18 | 26 | 54 | 18  | -28 | Descenso a la Division II                            |

PJ = Partidos jugados; PG = Partidos ganados; PE = Partidos empatados; PP = Partidos perdidos; GF = Goles a favor; GC = Goles en contra; Pts = Puntos; DG = Diferencia de goles